# David Moore (Eishockeyspieler)
David Moore (* 26. April 1968 in Hampstead, New Hampshire) ist ein ehemaliger US-amerikanischer Eishockeyspieler, der unter anderem in nordamerikanischen Minor Leagues sowie in verschiedenen europäischen Ligen aktiv war.

## Karriere
David Moore begann seine Profikarriere in der Saison 1991/92 in der East Coast Hockey League (ECHL), wo er zunächst fünf Spiele für die Cincinnati Cyclones absolvierte, ehe er sich den Louisville Icehawks anschloss. Zu Beginn der Spielzeit 1992/93 wechselte er in die Central Hockey League (CHL), in der er knapp zwei Jahre bei den Memphis RiverKings verbrachte. Anschließend lief er bis zum Ende der Saison 1994/95 für die Tulsa Oilers auf.
In der Saison 1995/96 spielte Moore erstmals in Europa. Mit dem Iserlohner EC trat er in der zweithöchsten deutschen Spielklasse an. Nach einer Spielzeit bei den Austin Ice Bats und einigen Spielen für die New Mexico Scorpions in der Western Professional Hockey League (WPHL) kehrte er 1997 nach Europa zurück und unterzeichnete einen Vertrag beim HC Meran. Nachdem er bei den Odense Bulldogs in die Spielzeit 1998/99 gestartet war, ging er wenige Monate später zurück nach Nordamerika. Bei den Austin Ice Bats beendete er im Jahr 2000 seine Karriere.

## Karrierestatistik
(Legende zur Spielerstatistik: Sp oder GP = absolvierte Spiele; T oder G = erzielte Tore; V oder A = erzielte Assists; Pkt oder Pts = erzielte Scorerpunkte; SM oder PIM = erhaltene Strafminuten; +/− = Plus/Minus-Bilanz; PP = erzielte Überzahltore; SH = erzielte Unterzahltore; GW = erzielte Siegtore; 1 Play-downs/Relegation; Kursiv: Statistik nicht vollständig)